# Boróro do Cabaçal
Boróro do Cabaçal (Boróro Cabaçais), jedna od dvije skupine sada izumrlih Zapadnih Bororo Indijanaca (Boróro Ocidentais), koji su obitavali u području rijeke rio Cabaçal i gornjeg Paraguaya u brazilskoj državi Mato Grosso. Boróro da Campanha i Boróro do Cabaçal stradavaju u kontaktima s kolonistima iz Cáceresa i Vila Bele i do sredine 19. stoljeća potpuno nestaju. Danas su jedini Boróro predstavnici plemena Orarimugudoge i Umutine.

## Vanjske poveznice
- Bororos  Arhivirana inačica izvorne stranice od 12. ožujka 2016. (Wayback Machine)